# Pete Ham
Pour les articles homonymes, voir Ham.
 (janvier 2025).
Si vous disposez d'ouvrages ou d'articles de référence ou si vous connaissez des sites web de qualité traitant du thème abordé ici, merci de compléter l'article en donnant les références utiles à sa vérifiabilité et en les liant à la section « Notes et références ».
Pete Ham, né le 27 avril 1947 à Swansea et mort dans le comté du Surrey le 24 avril 1975 est un chanteur, guitariste et compositeur gallois, cofondateur du groupe de rock à succès Badfinger.

## Biographie
Au milieu des années 1960, Peter William Ham fonde le groupe The Iveys avec Ron Griffiths. Ils seront rejoints par Mike Gibbins puis Tom Evans. Dès 1966, les gallois déménagent pour Londres avec l'appui de leur manager Bill Collins. Si les contacts avec Ray Davies des Kinks n'aboutissent pas, c'est Mal Evans, assistant des Beatles qui les présente aux Fab Four et leurs obtient un contrat avec Apple. Malgré le succès d'estime de Maybe Tomorrow, le succès viendra avec une composition de Paul McCartney Come and Get It. À la sortie de l'album The Magic Christian, dont ce titre est extrait, Ron Griffith est remplacé par Joey Molland et le groupe rebaptisé en Badfinger.
Les années suivantes, Badfinger rencontre un succès grandissant au Royaume-Uni et en Europe mais le déclin du label Apple, comme des choix managériaux et financier de leur manager Stan Polley, contribuent à la fin du groupe et au suicide de Pete Ham qui se donne la mort le 24 avril 1975 dans sa maison du Surrey.

## Discographie

### The Iveys

#### Album
- Maybe Tomorrow (1969)

#### Singles
- Maybe Tommorow / And Her Daddy's A Millionnaire (1968)
- Dear Angie / No Escaping Your Love (1969)

### Badfinger

#### Albums
- The Magic Christian Soundtrack (1970)
- No Dice (1970)
- Straight Up (1974)
- Ass (1973)
- Badfinger (1974)
- Wish You Were Here (1974)
- Head First (2000)

#### Singles
- Come And Get It / Rock Of All Ages (1969)
- No Matter What / Better days (1970)
- Day After Day / Sweet Tuesday Morning (1971)
- Baby Blue / Flying (1972)
- Apple of My Eye / Blind Owl (1973)
- Love is Easy / My Heart Goes Out (1973)
- I Miss You / Shine On (1974)
- No One knows / You're So Fine (1974)
- Just A Chance / Got To Get Out Of Here (1974)

### Albums en solo
- 7 park Avenue (1997)
- Golders Green (1999)
- Keyhole Street demos : 1966-67 (2013)
- Misunderstood (2023)
- Gwent Gardens (2023)